# Markisinnan de Sade
Markisinnan de Sade és un telefilm suec d'Ingmar Bergman difós el 17 d'abril de 1992.

## Repartiment
- Stina Ekblad: Renee
- Anita Björk: Madame de Monteuil
- Marie Richardson: Anne
- Margareta Byström: de Simiane
- Agneta Ekmanner: Comtessa de Saint-Fond
- Helena Brodin: Charlotte